# 波焦皮琴泽
波焦皮琴泽（義大利語：Poggio Picenze），是意大利阿奎拉省的一个市镇。总面积11.61平方公里，人口1065人，人口密度91.7人/平方公里（2009年）。ISTAT代码为066073。